# ديليا ألبرت
ديليا ألبرت هي وزيرة ودبلوماسية فلبينية، ولدت في 11 أغسطس 1942 في باغويو في الفلبين.